# Неплевка
Неплевка — деревня в Сурском районе Ульяновской области (Российская Федерация). Административно подчинено Чеботаевскому сельскому поселению.

## География
Находится в 33 км от рабочего посёлка Сурское. Рядом расположены населённые пукты: Чеботаевка, Колюпановка, Сычевка. Рядом протекает речка Большая Якла.

## История
В 1859 году  сельцо Неплевка входило в Буинский уезд Симбирской губернии.
На 1900 год  сельцо Неплевка (Знаменское) входило в Буинский уезд Симбирской губернии.

## Население
В 1859 году в 16 дворах жило: 111 м. и 97 ж.;
На 1900 год в с-це Неплевке (Знаменское, при рч. Якле, в 2 вер.; н. р.) в 39 двор. 138 м. и 145 ж.;
На 2010 год жило 39 человек.